# Golestan-Nationalpark
Der Golestan-Nationalpark (persisch جنگل گلستان) (früher auch Mohammad Reza Shah Nationalpark) ist der älteste Nationalpark des Iran.

## Geographie, Geschichte und Schutz
Er liegt im Nordosten des Landes in der Provinz Golestan und wurde im Jahr 1976 auf der Basis der zwei bereits bestehenden Schutzgebiete Almeh und Yashki gegründet. Er umfasst eine Fläche von 91.890 ha. Bei der IUCN ist er mit einer Fläche von 885,76 km² als Kategorie II-Gebiet registriert.
Der Park liegt im Übergangsgebiet zwischen den östlichen Ausläufern des Elburs-Gebirges und den westlichen Ausläufern des Chorasan-Kopet Dag. Er umfasst Höhenlagen von 1000 bis 1400 m über dem Meeresspiegel und ist bekannt für seine gemäßigten Regenwälder, beinhaltet aber auch offene Lebensräume, wie Grassteppen, Buschgebiete und Felsregionen.
Der Park ist durch Wilderei bedroht und nahezu überall von kultiviertem, entwaldetem Land umgeben. Ein weiteres Problem ist der durch den Nationalpark führende Asian Highway, was zu Überlegungen der Restrukturierung des Straßennetzes im Nationalpark führte, die aber noch nicht durchgesetzt wurden. Eine Durchschneidung des Parks führt zur Störung des ökologischen Gleichgewichts. Der Golestan-Nationalpark ist neben ökologischer auch von touristischer und kultureller Bedeutung und es gab Bemühungen, diesen Park in die Weltkulturerbe-Liste aufzunehmen. Auf der Tentativliste der UNESCO war der Park von 2007 bis 2013 geführt.

## Flora und Fauna
Die Pflanzenwelt des Nationalparks ist besonders infolge der starken klimatischen Unterschiede zwischen den westlichen und östlichen Teilen sehr vielfältig, so dass 1430 Pflanzensippen nachgewiesen werden konnten. Dies entspricht etwa 20 Prozent der iranischen Flora. Im westlichen Teil des Nationalparks kommen verschiedene Typen von geschlossenen und offenen Wäldern vor (unter anderem mit Persischem Eisenholz,  Kastanienblättriger Eiche, Gewöhnlicher Hainbuche oder Orientalischer Hainbuche). Für den östlichen Teil sind eher Steppen (unter anderem mit  Artemisia- und Federgras-Arten) und von Wacholdern gebildete offene Wälder charakteristisch.
Die äußerst vielfältigen Landschaftszonen bedingen auch eine reichhaltige Tierwelt. Im Park kommen Leoparden (Panthera pardus), Wölfe (Canis lupus), Wildschweine (Sus scrofa), Maralhirsche (Cervus elaphus maral), Rehe (Capreolus capreolus), Steppenwildschafe (Ovis orientalis arkal), Wildziegen (Capra aegagrus) und Kropfgazellen (Gazella subgutturosa) vor.